# Чемпионат Европейского сообщества
Открытый чемпионат Европы (англ. European Open; в 1982—1985 годах — Турнир европейских чемпионов, англ. European Champions' Championship, в 1986—1998 годах — Чемпионат Европейского сообщества, англ. European Community Championships) — мужской международный теннисный турнир, проходящий в Антверпене (Бельгия) на крытых хардовых кортах. Соревнование, благодаря своему главному призу известное под неофициальным названием «Бриллиантовая ракетка», являлось выставочным с 1982 по 1991 год и входило в календарь АТР-тура с 1992 по 1998 год.

## История
Турнир европейских чемпионов по теннису (англ. European Champions' Championship) впервые прошёл в Антверпене в 1982 году. К участию в соревновании допускались только лучшие по рейтингу победители и финалисты европейских турниров тура Гран-при, что обуславливало время его проведения — в конце года, по окончании основного календаря европейского тенниса. Несмотря на неофициальный характер турнира (он считался выставочным и не приносил очков в общий зачёт Гран-при), он оставался привлекательным для участников за счёт высокого призового фонда и престижного главного приза. Этим призом стала выполненная в натуральную величину золотая ракетка весом 6 кг, инкрустированная 1450 бриллиантами. Главный приз должен был достаться участнику, выигравшему Турнир европейских чемпионов трижды. Благодаря этому призу, соревнование получило неофициальное название «Бриллиантовая ракетка».
В борьбу за главный приз включились лучшие теннисисты мира, в число которых входили Иван Лендл и Джон Макинрой. Лендл стал победителем в первый год соревнования, Макинрой — во второй, но затем Лендл победил ещё дважды подряд, получив в награду золотую ракетку уже после четырёх лет проведения турнира. Организаторам пришлось заказывать антверпенским ювелирам новый главный приз — ещё одну золотую ракетку, инкрустированную теперь уже 1600 бриллиантами общим весом 150 карат. Стоимость новой ракетки составляла миллион долларов. Требования к получению этого нового приза были ужесточены: теперь завоевать его мог только игрок, победивший в турнире трижды за пять лет. Одновременно с этим поменялось название турнира, теперь ставшего Чемпионатом Европейского сообщества (англ. European Community Championships) при сохранении принципа отбора участников.
Несмотря на ужесточение регламента, Лендл был близок к тому, чтобы добавить к своей первой золотой ракетке вторую. Он победил в Антверпене в 1987 и 1989 годах, а в 1991 году, когда его отделяли от главного приза всего две победы, проиграл в полуфинале Борису Беккеру.
С 1992 года Чемпионат Европейского сообщества был наконец официально включён в календарь турниров АТР-тура, сменившего тур Гран-при. Несмотря на значительный призовой фонд (накануне включения в календарь составлявший 1,1 млн долларов не считая золотой ракетки), турнир получил всего лишь базовый статус ATP World и лишь три года спустя был повышен до уровня ATP Championship Series. В 1995 году — в первый год, когда соревнование в Антверпене должно было пройти в новом статусе, — турнир был отменён, поскольку организаторы не выполнили условие Ассоциации теннисистов-профессионалов о постройке двух дополнительных кортов. В итоге турнир прошёл в феврале 1996 года и после этого проводился ещё два года уже в начале, а не в конце сезона.

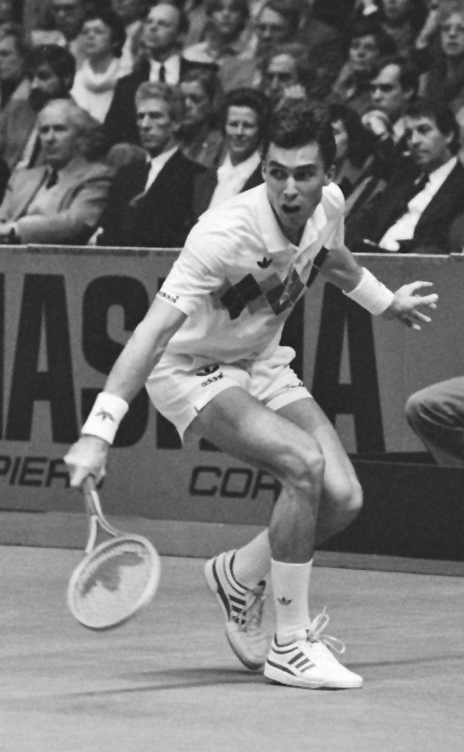
Иван Лендл в 1984 году

Примеру организаторов мужского турнира в Антверпене позже последовали организаторы турнира WTA в этом же городе, также заказавшие в качестве главного приза золотую ракетку, инкрустированную бриллиантами. Женский турнир получил название, отражавшее этот факт, — Diamond Games. Обладательницей его главного приза стала в 2007 году француженка Амели Моресмо.

## Победители и финалисты
В годы, когда турнир был выставочным, его пять раз выигрывал Иван Лендл. Став победителем три раза за первые четыре года проведения, он получил в вечное владение первую бриллиантовую ракетку, а в 1991 году был близок к тому, чтобы выиграть вторую. Трёхкратным победителем выставочного турнира был Джон Макинрой — в 1983, 1986 и 1988 годах, но в связи с изменением правил в 1986 году, теперь требовавших трёх побед на протяжении пяти лет для получения главного приза, третий титул не принёс ему бриллиантовой ракетки. Чехословацкий теннисист Милослав Мечирж трижды побывал в финале выставочного турнира, но ни разу не сумел добиться победы, дважды проиграв Лендлу и один раз Макинрою.
Хорват Горан Иванишевич стал единственным, кто выступал в одиночном финале антверпенского турнира и когда тот был выставочным, и после включения в календарь АТР-тура. На его счету одна победа и одно поражение в одиночном разряде. Два раза подряд в 90-е годы чемпионское звание в одиночном разряде завоевал Пит Сампрас. После добавления в 1992 году соревнований в парном разряде их победителем дважды (с разными партнёрами) становился швед Юнас Бьоркман.
Хозяева соревнований ни разу за время проведения не попадали в финал антверпенского турнира, в том числе и после включения в официальный календарь. Из представителей СССР и бывших союзных республик в финалах в Антверпене играли Андрей Чесноков (поражение в одиночном финале 1988 года) и Евгений Кафельников (победа в турнире пар десять лет спустя).
| Год                | Победитель        | Финалист          | Счёт                   |
| ------------------ | ----------------- | ----------------- | ---------------------- |
| Турнир АТР         |                   |                   |                        |
| 1998               | Грег Руседски     | Марк Россе        | 7-6(3) 3-6 6-1 6-4     |
| 1997               | Марк Россе        | Тим Хенмен        | 6-2 7-5 6-4            |
| 1996               | Михаэль Штих      | Горан Иванишевич  | 6-3 6-2 7-6(5)         |
| 1994               | Пит Сампрас (2)   | Магнус Ларссон    | 7-6(5) 6-4             |
| 1993               | Пит Сампрас       | Магнус Густафссон | 6-1 6-4                |
| 1992               | Рихард Крайчек    | Марк Вудфорд      | 6-2 6-2                |
| Выставочный турнир |                   |                   |                        |
| 1991               | Аарон Крикстейн   | Борис Беккер      | Без игры               |
| 1990               | Горан Иванишевич  | Анри Леконт       | 6-2 7-6(6) 4-6 4-6 6-1 |
| 1989               | Иван Лендл (5)    | Милослав Мечирж   | 6-2 6-2 1-6 6-4        |
| 1988               | Джон Макинрой (3) | Андрей Чесноков   | 6-1 7-5 6-2            |
| 1987               | Иван Лендл (4)    | Милослав Мечирж   | 5-7 6-1 6-4 6-3        |
| 1986               | Джон Макинрой (2) | Милослав Мечирж   | 6-3 1-6 7-6(5) 5-7 6-2 |
| 1985               | Иван Лендл (3)    | Джон Макинрой     | 1-6 7-6(5) 6-2 6-2     |
| 1984               | Иван Лендл (2)    | Андерс Яррид      | 6-2 6-1 6-2            |
| 1983               | Джон Макинрой     | Джин Майер        | 6-4 6-3 6-4            |
| 1982               | Иван Лендл        | Джон Макинрой     | 3-6 7-6(2) 6-3 6-3     |

| Год  | Победители                        | Финалисты                        | Счёт        |
| ---- | --------------------------------- | -------------------------------- | ----------- |
| 1998 | Евгений Кафельников Уэйн Феррейра | Томас Карбонель Франсиско Роиг   | 7-5 3-6 6-2 |
| 1997 | Дэвид Адамс Оливье Делатр         | Сэндон Столл Цирил Сук           | 3-6 6-2 6-1 |
| 1996 | Йонас Бьоркман (2) Никлас Култи   | Евгений Кафельников Менно Остинг | 6-4 6-4     |
| 1994 | Ян Апелль Йонас Бьоркман          | Хендрик-Ян Давидс Себастьен Ларо | 4-6 6-1 6-2 |
| 1993 | Патрик Гэлбрайт Грант Коннелл     | Хавьер Санчес Уэйн Феррейра      | 6-3 7-6     |
| 1992 | Джон Фицджеральд Андерс Яррид     | Патрик Макинрой Джаред Палмер    | 6-2 6-2     |